# Saxifraga aphylla
Saxifraga aphylla  (Sternb., 1810) è una pianta appartenente alla famiglia delle Saxifragaceae, originaria dell'Europa centrale.

## Descrizione
Questa pianta è perenne e sorretta da un fusto sottile e senza foglie (afillo per l'appunto) ed alto dai 1 ai 3 cm. Le foglie sono spateolate o lanceolate e all'apice si suddividono in tre "denti". Le foglie si uniscono a gruppi che formano delle piccole rose. I fiori sono di color giallo fino al bianco.

## Distribuzione e habitat
S. aphylla è una pianta alpina: si trova fra i 1700 m ed i 3800 m sulle Alpi Orientali, in Austria, Svizzera e Germania, sugli Appennini e i Pirenei.